# Camp Peak
Der Camp Peak ist ein 330 m hoher Berg an der Nordküste Südgeorgiens. Er ragt im Norden der Thatcher-Halbinsel westlich der Bucht Maiviken auf.
Wissenschaftler der britischen Discovery Investigations, die ihn 1929 kartierten, benannten ihn nach einem Camp, das sie am Ufer unterhalb des Berges errichtet hatten.